# Krzywda (Lublin)
Pour les articles homonymes, voir Krzywda.
Krzywda (prononciation : [ˈkʂɨvda]) est un village polonais de la gmina de Krzywda dans le powiat de Łuków de la voïvodie de Lublin dans l'est de la Pologne.
Le village est le siège administratif (chef-lieu) de la gmina appelée gmina de Krzywda.
Il se situe à environ 24 kilomètres au sud-ouest de Łuków (siège du powiat) et 83 kilomètres au nord-ouest de Lublin (capitale de la voïvodie).
Le village comptait approximativement une population de 1 690 habitants en 2009.

## Histoire
De 1975 à 1998, le village est attaché administrativement à l'ancienne voïvodie de Siedlce.

Depuis 1999, il fait partie de la nouvelle voïvodie de Lublin.